# バーチャルウエーブ
（株）バーチャルウエーブもしくはVIR－TUALWAVEとは日本のキャットファイト映像メーカーである

## 概要
プールローションレスリングと言うキャットファイトジャンルの作品を制作。新興キャットファイトメーカーであり、日本と米国（英語圏）でのキャットファイト動画配信サイトを構築する為にビデオクリップを配信している。
アキバ系メイドとかアキバ系インディーズアイドルに、出演を要請しアキバ系アイドルとの融合を図っている。

## 試合形式
- 組み技中心で打撃系の技は認められていない
- 試合はラウンド制で勝敗を決めている。
- 基本的に本格的な格闘技経験者は少ない為にKO決着は少ない。
- タッグマッチも行われている。

## 試合衣装
- プールローションレスリングというスタイルを採用している為、ロコ系のマイクロビキニを着用する。

## 代表作
- ローションスタイルシリーズ　プールローションレスリング AKIBA STYLE等

## 関連
- コスプレ
- キャットファイト
- マイクロビキニ